# Francesco Piccinino
Francesco Piccinino (Perugia, 1407 circa – Milano, 16 ottobre 1449) è stato un condottiero italiano.
Fu signore di Borgo Val di Taro, Borgonovo Val Tidone, Candia Lomellina, Castell'Arquato, Compiano, Fiorenzuola d'Arda, Frugarolo, Gragnano Trebbiense, Pellegrino Parmense, Solignano, Somaglia e Varzi.

## Biografia
Alla morte di suo padre Niccolò Piccinino, aveva già dato prova di valore come condottiero, militando al soldo dello Stato Pontificio e del Ducato di Milano. Nel 1425 in val Lamone era stato prigioniero di Muzio Attendolo Sforza, nel 1429 fu al servizio di Papa Martino V. Nel 1431 scampò ad un agguato orditogli non si sa se da Papa Eugenio IV o dalla Repubblica di Firenze. Ritornato in favore del pontefice nel 1432, fu assoldato da esso e riconfermato alle armi. Nel 1436 era alla difesa di Alfonso V d'Aragona in Napoli. Nel 1438 prese parte all'assedio di Cerreto di Spoleto. Nelle prime scaramucce contro lo Sforza ebbe il sopravvento, ma quando le cose volsero al peggio il Piccinino preferì allontanarsi mettendosi all'assedio di Assisi e quindi alla Pergola, il 30 maggio 1438.

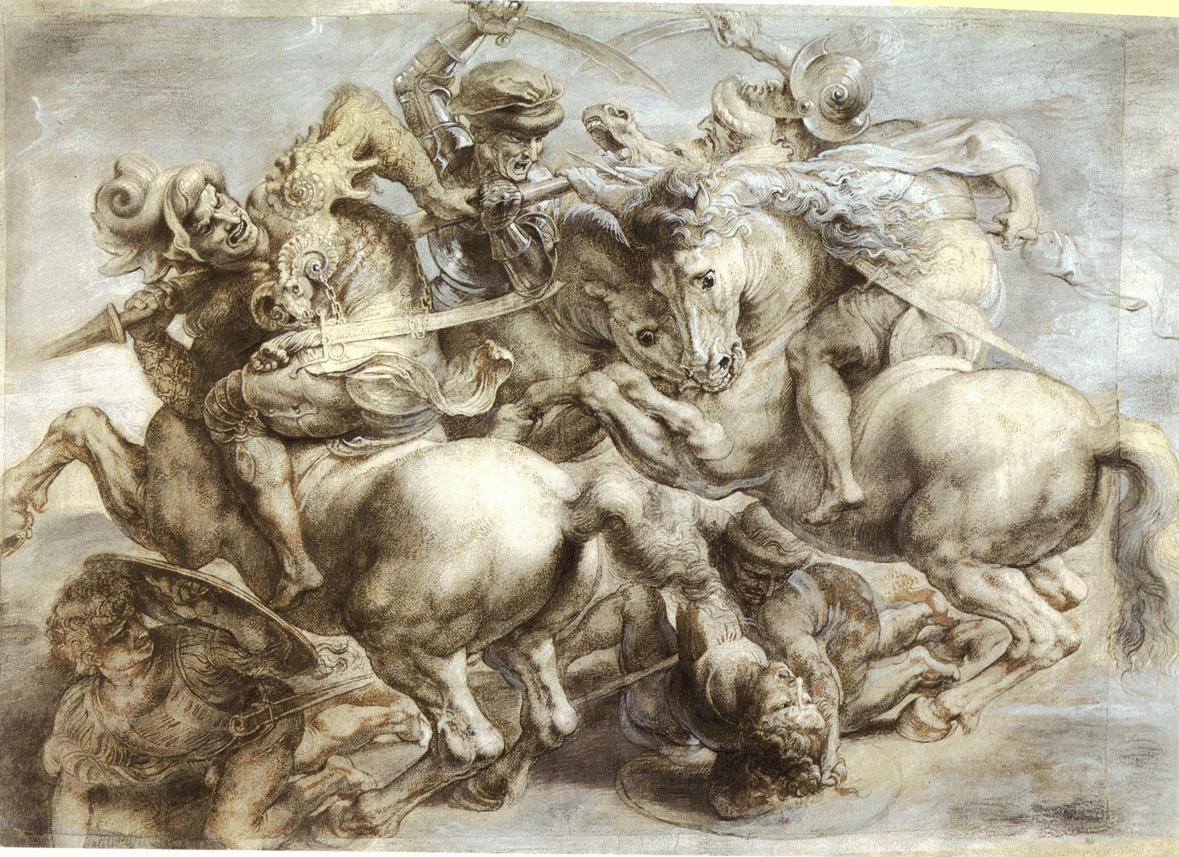
Peter Paul Rubens, Battaglia di Anghiari, copia dell'omonima opera di Leonardo da Vinci. Francesco Piccinino è il primo cavaliere a sinistra.

Due anni dopo si trovò all'assedio di Anghiari, dove suo padre subì un notevole rovescio. Il 19 agosto 1444 fu di nuovo battuto dagli sforzeschi a Montolmo e fatto prigioniero, mentre suo fratello Jacopo si salvò con la fuga.
Per due anni non ebbe modo di mettersi in luce in fatti d'arme di rilievo. Nel 1446 si trovò di fronte Michele Attendolo nel Cremonese: qui Scaramuccia da Forlì, inviato dalla Repubblica di Venezia, intervenne liberando Cremona dall'accerchiamento del Piccinino e di Luigi Dal Verme, al soldo di Filippo Maria Visconti. Il 28 settembre dello stesso anno il Piccinino subì una prima sconfitta a Casalmaggiore e un'altra più grave a Monte Brianza nel 1447.
Non disanimato, passò di nuovo al servizio di Milano, con il fratello Jacopo, quando lo Sforza con le sue arti si dimostrava né amico né fedele al ducato, divenuto nel contempo repubblica. Questo è il periodo meno brillante della vita del personaggio, lo Sforza, determinato a togliere a Milano il sussidio delle armi dei Piccinino, mentre nel ducato continuavano le scorrerie, i frequenti assedi e le numerose rapine. Francesco era sempre disposto a tener fronte a colui che considerava come il maggiore nemico di suo padre e suo personale, ma lo colse il medesimo male che aveva ucciso Niccolò, l'idropisia, che lo condusse alla morte il 16 ottobre 1449. Sei anni prima aveva sposato Camilla/Innamorata Fortebraccio, nipote del capitano di ventura Braccio da Montone.

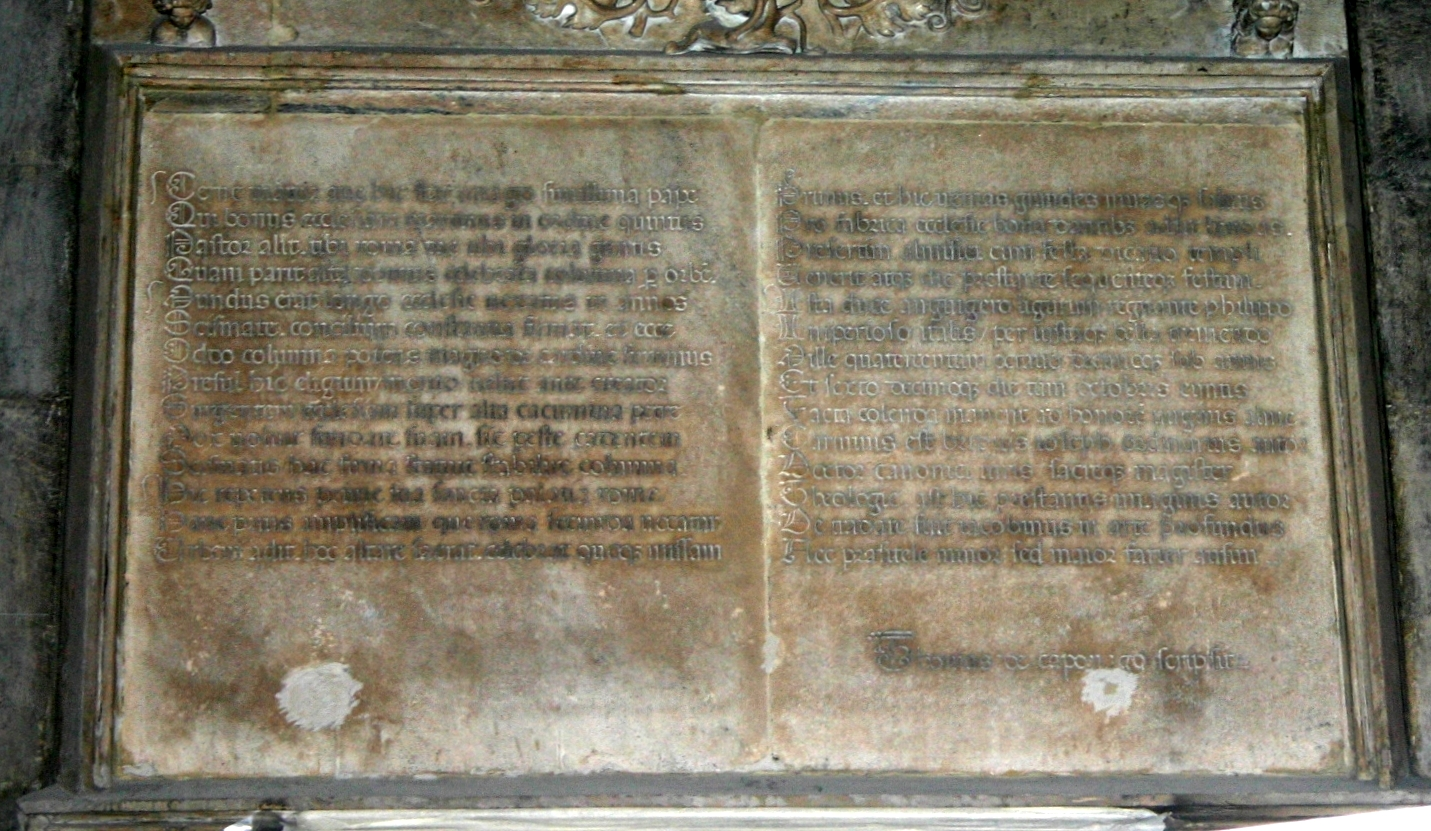
Duomo di Milano, tomba di Francesco Piccinino e di suo padre Niccolò

## Ascendenza
|                     |                     |                     | Genitori |  |  | Nonni                |  |  | Bisnonni |
|                     |                     |                     |          |  |  | Francesco da Perugia |  |  |          |
|                     |                     |                     |          |  |  |                      |  |  |          |
|                     |                     |                     |          |  |  |                      |  |  |          |
| Niccolò Piccinino   |                     |                     |          |  |  |                      |  |  |          |
|                     |                     | Nina da Callisciana |          |  |  |                      |  |  |          |
|                     |                     |                     |          |  |  |                      |  |  |          |
|                     |                     |                     |          |  |  |                      |  |  |          |
| Francesco Piccinino |                     |                     |          |  |  |                      |  |  |          |
|                     | Bartolomeo da Sesto |                     |          |  |  |                      |  |  |          |
|                     |                     |                     |          |  |  |                      |  |  |          |
|                     |                     |                     |          |  |  |                      |  |  |          |
| Gabriella da Sesto  |                     |                     |          |  |  |                      |  |  |          |
|                     |                     | ?                   |          |  |  |                      |  |  |          |
|                     |                     |                     |          |  |  |                      |  |  |          |
|                     |                     |                     |          |  |  |                      |  |  |          |
|                     |                     |                     |          |  |  |                      |  |  |          |